# Cebeco
Cebeco is de naam van een bedrijf dat oorspronkelijk tot taak kreeg om lokale coöperatieve boerenaankoopverenigingen te ondersteunen bij hun aankoop van meststoffen door als importeur op te treden. Oorspronkelijk was Cebeco gevestigd in Rotterdam.

## Geschiedenis
Het bedrijf werd in 1899 opgericht als Centraal Bureau. Het breidde haar activiteiten geleidelijk uit. In de jaren '20 van de 20e eeuw ging het ook veevoeders produceren en verhandelen, eind jaren 30 van de 20e eeuw ging het landbouwmachines leveren en daarnaast kwam er een slachterij en een veredelingsbedrijf.
In 1962 werd de naam Cebeco ingevoerd. In 1972 volgde een fusie met de Handelsraad en ontstond Cebeco-Handelsraad. Dit was een van de grootste centrale coöperatieve verenigingen in de landbouwsector.
In 1988 werd Cebeco Feed Trading (Cefetra) opgericht. Dit was voor 49% eigendom van Cebeco en voor 51% van regionale coöperaties. Cefetra kocht in 1994 de onderneming Cebeco Veevoeders die omgedoopt werd in Cefetra Feed Service en producten levert als kalk, fosfaten, zouten en zuren, aardappeleiwitten, vismeel en plantaardige oliën die met name per vrachtauto geleverd worden.
Schop Vleeswaren- en Conservenfabriek in Rotterdam werd in 1990 toegevoegd aan het bedrijf. 
In 1994 had Cebeco-Handelsraad nog 4500 mensen in dienst en beschikte, naast Cefetra, nog over bedrijven als Aviko: een aardappelverwerker, en conservenfabrieken met merken als Ruiten Troef en Van Wagenberg.
In 1998 werd Cebeco volledig eigenaar van Plukon.
In 2002 had Cebeco nog 25 personeelsleden en ging verder als Coöperatie Koninklijke Cebeco Groep te Apeldoorn. De meeste onder Cebeco ressorterende bedrijven, waaronder Cefetra en Agrifac, werden verzelfstandigd en maakten elk een eigen ontwikkeling door. De Cebeco Groep is een houdstermaatschappij waaronder de bedrijven Agrifirm Verdeel BV (een coöperatief toeleveringsbedrijf voor land- en tuinbouw) en ForFarmers BV (een mengvoederbedrijf) vallen.